# 로토카스어
로토캇어는 뉴기니 섬 동쪽에 있는 부건빌섬에 사는 4000여 명이 쓰는 언어이다. 음운이 적고 현재 문자 체계가 가장 단순한 언어로 알려져 있다.

## 소리
|        | 양순      | 치조      | 경구개    |
| ------ | --------- | --------- | --------- |
| 무성음 | p         | t         | kʲ        |
| 유성음 | b         | d         | ɡʲ        |
| 홀소리 | ɑ e i o u | ɑ e i o u | ɑ e i o u |

/t/는 /i/ 앞에서 [ts]~[s]로 소리난다. 유성음의 경우 [b β m], [d ɾ n l], [ɡ ɣ ŋ]가 서로 이음이다.
홀소리는 짧은 소리와 긴 소리가 구별되는데, 그것이 장모음인지 두 모음이 연달아 나는 것인지는 확실하지 않다. 다른 홀소리가 연달아서 나는 경우는 ‘upiapiepaiveira’의 경우에서처럼 흔하다.
로토캇어에는 강세 악센트가 있는데, 그것이 음운적인 요소로 보이지는 않지만 확실치 않다. 2~3음절의 낱말의 경우 첫 음절에, 4음절의 경우 첫째·셋째 음절에, 5음절 이상의 낱말은 셋째·마지막 음절에 강세가 들어간다. 긴 모음이 있는 경우 다소 복잡하며, 모든 낱말이 이 규칙을 따르지는 않는다.

## 문자
로토캇어는 가장 단순한 문자 체계를 가지고 있는 언어 가운데 하나이다.(로토캇어보다 더 음운의 수가 작은 언어로 피라하어가 있지만 피라하족은 문자를 쓰지 않는다.) 로토캇어는 다음 열두 글자로 기록할 수 있다.
A E G I K O P R S T U V
T가 I 앞에 올 경우, 그리고 ‘로토캇(Rotokas)’를 쓸 때 S를 쓴다.